# Thiên hoàng Go-Sanjō
Thiên hoàng Hậu Tam Điều (後三条天皇 (Hậu Tam Điều Thiên Hoàng)/ ごさんじょうてんのう Go-Sanjō-Tennō, 03 tháng 9  năm 1034 - 15 tháng 6 năm 1073) là Thiên hoàng thứ 71 của Nhật Bản. Tên thật của ông là Takahito (尊仁(Tôn Nhân) / たかひと).
Triều đại Hậu Tam Điều kéo dài từ năm 1068 đến năm 1073.

## Tường thuật truyền thống
Trước khi lên ngôi Thiên hoàng, ông có tên thật là là Takahito-shinnō (尊仁親王(Tôn Nhân thân vương) / たかひとしんのう). Ông là con trai thứ hai của Thiên hoàng Go-Suzaku, em trai của Thiên hoàng Go-Reizei. Mẹ ông là công nương Sadako, con gái của Thiên hoàng Sanjō.
Ngay từ nhỏ, hoàng tử Takahito được sự nuôi dạy của họ Fujiwara để sau này người của dòng họ Fujiwara dễ điều khiển vị hoàng tử này sau khi ông kế vị ngôi Thiên hoàng. Chán cảnh các quý tộc cấp thấp bị dòng họ quý tộc Fujiwara áp chế và các Thiên hoàng trước đó chỉ là bù nhìn của dòng họ quý tộc này, thêm nữa các hoàng hậu (tất cả người đều thuộc gia tộc Fujiwara) của Thiên hoàng tiền nhiệm Go-Reizei đều không có con nối dõi, nên thân vương Takahito càng có chí quyết tâm thoát khỏi sự lũng đoạn của dòng họ quý tộc này. Thân vương tự học, nuôi chí tự lập để dễ bề cai trị quốc gia về sau này. Thêm nữa, mẹ của ông mặc dù là cháu ngoại của Fujiwara no Michinaga nhưng trên thực tế thân vương không bị sự ràng buộc mật thiết  với ngoại thích họ Fujiwara.

## Lên ngôi Thiên hoàng
Ngày 22 tháng 5 năm 1068, thân vương Takahito lên ngôi Thiên hoàng sau khi anh trai là Thiên hoàng Go-Reizei vừa băng hà, hiệu là Thiên hoàng Go-Sanjō. Ông đổi niên hiệu của anh thành niên hiệu Jiryaku nguyên niên (1068 - 1069).
Ngay sau khi lên ngôi, Thiên hoàng Go-Sanjō tiến hành một loạt các cải cách quan trọng:
- Tập trung quyền lực vào tay Thiên hoàng: Ông bãi bỏ chức vụ Nhiếp chính của Fujiwara Norimichi và đích thân chấp chính. Ông trọng dụng các trí thức như Oe no Masafusa, Minamoto Morofusa và nhất là dòng họ Minamoto - dòng họ chính của Thiên hoàng Nhật Bản, ban cho họ chức vụ cao. Đặc biệt, Minamoto Morofusa được cử làm Hữu đại thần.
- Chỉnh lý ruộng đất (trang viên, Shoen): ông ban hành lệnh Enkyū (1069). Lệnh này quy định, các trang viên được lập sau năm 1045 phải có giấy tờ hợp lệ. Nếu không có giấy tờ hợp lệ, các trang viên này được sung vào công lãnh do Quốc ty quản lý. Để thi hành lệnh này, Thiên hoàng thiết lập cơ quan gọi là Kirokusho (Ký lục sở). Đứng đầu cơ quan này là hai đại quan Minamoto no Tsunenaga và Oe no Masafusa (có khuynh hướng chống họ Fujiwara). Cách thức kiểm soát của hai ông là bắt các trang viên phải trình giấy tờ chứng minh đất cát và so sánh giấy tờ ấy với báo cáo của các quan kokushi xem có trùng hợp hay không. Các ông bất kể chúng là trang viên thuộc gia đình dòng họ quý tộc lớn hay không, hễ là trang viên chỉ vừa mới ra đời và thiếu giấy tờ, không đúng quy luật là bắt đình chỉ ngay. Phương pháp ấy đã thu lượm được nhiều thành quả.
- Thống nhất đo lường trong nông nghiệp: Với sắc lệnh Enkyuu no senjimasu (tuyên cáo) ra đời năm 1072, Thiên hoàng định ra cách đo lường một thăng (masu) là bao nhiêu[8], ra lệnh kiểm tra toàn bộ đất canh tác để xem xét đo lường trong cả nước
- Luật pháp: Thiên hoàng cho sửa sang lại các đạo luật trước đó và thống nhất thành đạo luật (ritsuryo) mang niên hiệu của mình (năm 1070). Hai năm sau (1072), Thiên hoàng bắt đầu quản lý ngân khố Hoàng gia.

Ngày 18 tháng 1 năm 1073, Thiên hoàng Go-Sanjō thoái vị, nhường ngôi cho con thứ là thân vương Sadahito. Thân vương sẽ lên ngôi, hiệu là Thiên hoàng Shirakawa.

### Kugyō
- Quan Bạch, Fujiwara Norimichi (997-1075).
- Thái chính đại thần, Fujiwara Norimichi.
- Tả đại thần, Fujiwara Morozone, 1042-1101.
- Hữu đại thần, Minamoto no Morofusa.
- Nội đại thần
- Đại nạp ngôn

### Niên hiệu
- Jiryaku (1065-1069)
- Enkyū (1069-1074)

## Gia đình & Hậu duệ
Thiên hoàng có 3 hoàng hậu, sinh ra 7 người con:
Trung cung (chugū): Nội thân vương Kaoruko (馨子内親王) được biết đến với tên Saiin-no Kogo (西院皇后), con gái của Thiên hoàng Go-Ichijō
Phi tần: Fujiwara Shigeko (藤原茂子; d.1062), con gái của Fujiwara Kinnari và cũng là con gái nuôi của Fujiwara Yoshinobu
- Hoàng trưởng nữ: Nội thân vương Satoko (聡子内親王; 1050-1131)
- Hoàng trưởng tử: Thân vương Sadahito (貞仁親王) là Thiên hoàng Shirakawa
- Hoàng nhị nữ: Nội thân vương Toshiko (俊子内親王; 1056-1132)
- Hoàng tam nữ: Nội thân vương Yoshiko (佳子内親王; 1057-1130)
- Hoàng tứ nữ: Nội thân vương Tokushi (篤子内親王; 1060–1114) phối ngẫu của Thiên hoàng Horikawa

Phi tần: Minamoto no Motoko (源基子; 1047-1134), con gái của Minamoto no Motohira
- Hoàng nhị tử: Thân vương Sanehito (実仁親王; 1071-1085), hậu duệ của gia tộc Minamoto
- Hoàng tam tử: Thân vương Sukehito (輔仁親王; 1073-1119), hậu duệ của gia tộc Minamoto

Phi tần: Fujiwara no Akiko (藤原昭子), con gái của Fujiwara no Yorimune
Quý nhân: Taira no Chikako (平親子), con gái của Taira no Tsunakuni
- Con trai: Fujiwara no Arisuke (藤原有佐; d.1131), được nhận nuôi bởi Fujiwara no Akitsuna